# Sopa azteca
La sopa azteca es una sopa de origen mexicano, suele confundirse con la sopa de tortilla debido a que comparte la mayoría de sus ingredientes; sin embargo, la sopa azteca lleva caldo de frijol negro como base, en lugar del caldillo de jitomates; se aromatiza con epazote y se acompaña con chile de árbol tostado y troceado, chicharrón de cerdo, queso panela o asadero, aguacate y crema.
En una variante también aceptada como sopa azteca, se licúan algunos frijoles en el caldo a fin de espesarlo y se incorpora la crema, se sirve este caldo sobre las tortillas fritas en tiras y se acompaña de la misma guarnición que tiene la versión original.